# Chandra Shekhar

Chandra Shekhar Singh (în limba hindi चन्द्रशेखर सिंह) (n. 1 iulie 1927; d. 8 iulie 2007) a fost un prim ministru al Indiei în perioada 10 noiembrie 1990 - 21 iunie 1991.
1. ↑  Chandra Shekhar, Encyclopædia Britannica Online, accesat în 9 octombrie 2017
2. ↑  Chandra Shekhar, Munzinger Personen, accesat în 9 octombrie 2017